# Touzón (Folgoso de Caurel)
Touzón (llamada oficialmente O Touzón) es una aldea española situada en la parroquia de Folgoso, del municipio de Folgoso de Caurel, en la provincia de Lugo, Galicia. Cuenta con una población de 2 habitantes (INE, 2021).

## Demografía
| Gráfica de evolución demográfica de Touzón entre 2000 y 2021 |
|                                                              |
| Datos según el nomenclátor publicado por el INE.             |